# Martin Ackermann
Martin Karl Ackermann, né en 1971 à Schwytz en Suisse, est un biologiste et professeur d'université suisse. Il est à la tête de la task force nationale contre le Covid-19,.

## Biographie
Martin Ackermann a étudié la biologie à l 'Université de Bâle et y a obtenu son doctorat en 2002 avec une thèse sur l'évolution du vieillissement. Il a ensuite travaillé pendant deux ans à Université de Californie à San Diego. En 2004, il a accepté un poste d'assistant de Sebastian Bonhoeffer (en) à ETH Zurich. Depuis août 2008, Ackermann est professeur associé pour l'écologie des systèmes microbiens à l'Institut de biogéochimie et de dynamique des polluants de l'ETH Zurich et chef du département de microbiologie environnementale à Eawag. Le 29.06.2022, il est nommé nouveau directeur de l'Eawag à partir de 2023, pour remplacer Janet Hering partant à la retraite.
Le groupe de travail d'Ackermann étudie les questions de la biologie évolutive à l'aide de l'évolution expérimentale avec des bactéries. Un deuxième domaine de recherche est l'origine évolutive du vieillissement. À l'aide d'expériences sur des bactéries et de modèles théoriques, on étudie quand et pourquoi le vieillissement s'est produit au cours de l'évolution.